# Albert Butterworth
Albert Butterworth (20. marts 1912 – 1991) var en engelsk professional fodboldspiller, der spillede som angriber. Han spillede i the Football League for Manchester United, Blackpool, Preston North End og Bristol Rovers.